# Гай Сервилий Ахала
Вижте пояснителната страница за други личности с името Гай Сервилий Структ Ахала.
Гай Сервилий Структ Ахала (на латински: Gaius Servilius Structus Ahala) e римски политик от 5 век пр.н.е.

## Биография
Произлиза от клон Ахала на gens Сервилии, един от най-старите римски патриции родове, преселили се от Алба Лонга в Рим. Роднина е със Сервилия, майката на Марк Юний Брут, убиецът на Юлий Цезар.
Ахала служи като началник на конницата (magister equitum) през 439 пр.н.е. при диктатор Луций Квинкций Цинцинат. Ахала спасява Рим през гладната 440/439 пр.н.е. година. Богатият плебей Спурий Мелий притежател на зърнени лагери, продавал зърно на народа на ниски цени. При това искал да стане консул дори цар. Това води до неговото обвинение от praefectus Annonae Луций Минуций. Малко след това Мелий е убит от началникът на конницата Гай Сервилий Ахала, понеже не се явил на повикването му.